# Vínculo femenino

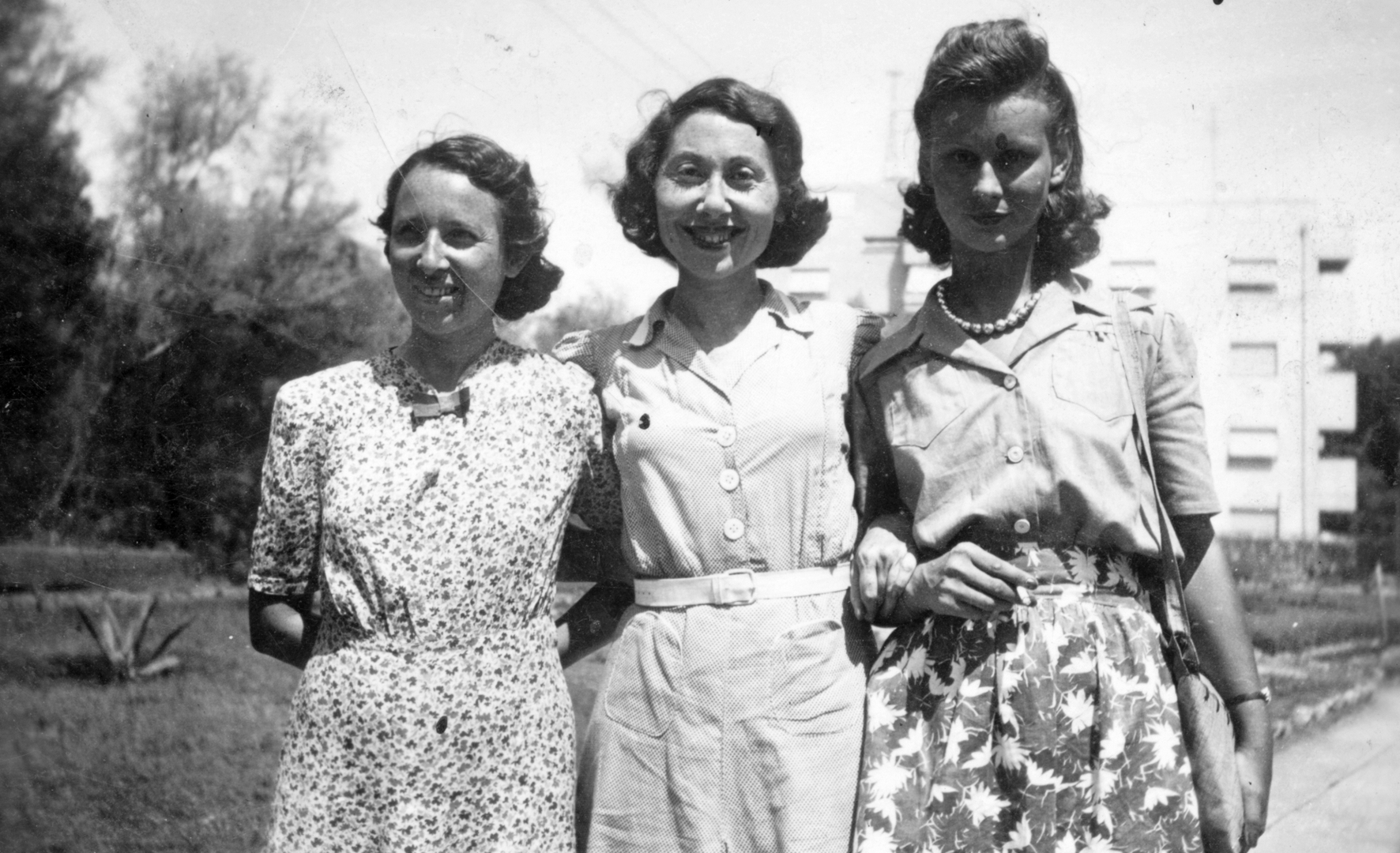
Mujeres en Tel-Aviv de la década de 1940

En etología y ciencias sociales, el vínculo femenino es la formación de una relación personal cercana y de amistad, apego y cooperación en las mujeres.

## Ejemplos
Dentro del contexto de las relaciones humanas, la definición y exhibición del vínculo femenino puede depender de múltiples factores como la edad, la orientación sexual, la cultura, la raza y el estado civil. 
Por ejemplo, algunos estudios han demostrado que existe evidencia relativamente sólida de vínculos femeninos que se comparten entre mujeres solteras.  Es evidente que esta cohorte particular de mujeres se ven como confidentes de por vida debido a la ausencia de un compromiso de por vida con un cónyuge.  Junto con esto, la falta de compromiso permite a las mujeres desarrollar y mantener fuertes lazos entre otras amigas solteras. 
El vínculo femenino puede explorarse más a fondo dentro del contexto humano de las relaciones dentro de la familia. Por ejemplo, se ha descrito que los vínculos positivos entre madre e hija que se desarrollan brindan un inmenso apoyo emocional, financiero e instrumental; lo que indica que el vínculo femenino está presente. En un estudio alternativo, una madre describió a sus hijas "más como hermanas, comunicando que la igualdad... era una característica esencial de sus relaciones actuales. Utilizaron el lenguaje de los lazos de compañerismo. . ." 
Además de los lazos madre-hija, los lazos entre hermanos pueden examinarse cuidadosamente para ejemplificar más el vínculo femenino. Existe evidencia de que los lazos de hermana a hermana son los lazos más fuertes que existen, dentro de las posibles combinaciones de lazos de género entre hermanos que se comparten. En un estudio reciente, una entrevistada describió la relación que compartió con su hermana como la más duradera e íntima de su vida. Esto sugiere además el intercambio emocional que se dice que es la base principal sobre la que se basa el vínculo femenino.
Henry James es uno de los escritores que trató la cuestión de la relación de amistad entre mujeres como una alternativa al matrimonio, por ejemplo en sus novelas Washington Square y The American.
También ha habido evidencia dentro del contexto animal con respecto a la teoría genética detrás del vínculo femenino. Un estudio que "investigó la estructura de la red social de una población de bahía de delfines nariz de botella del Indo-Pacífico, Tursiops aduncus,... examinó el impacto del sexo... en el mantenimiento de la cohesión de la red social". Los resultados de este artículo demuestran que hubo "una mayor influencia en las relaciones sociales femeninas que en las masculinas, ya que la fuerza de la asociación se correlacionó positivamente con la relación genética entre las mujeres".

## Biografía
- Greiner, Donald, J. (1993). Women Without men: female bonding and the American Novel of the 1980s. University of South Carolina Press. ISBN 9780872498846.
- Valen, Kelly (2010). The twisted sisterhood: unraveling the dark legacy of female friendships. Random House Ballantine Books. ISBN 9780345520517.

- Datos: Q5442747
- Multimedia: Female friendship / Q5442747